# Mokokchung (Distrikt)

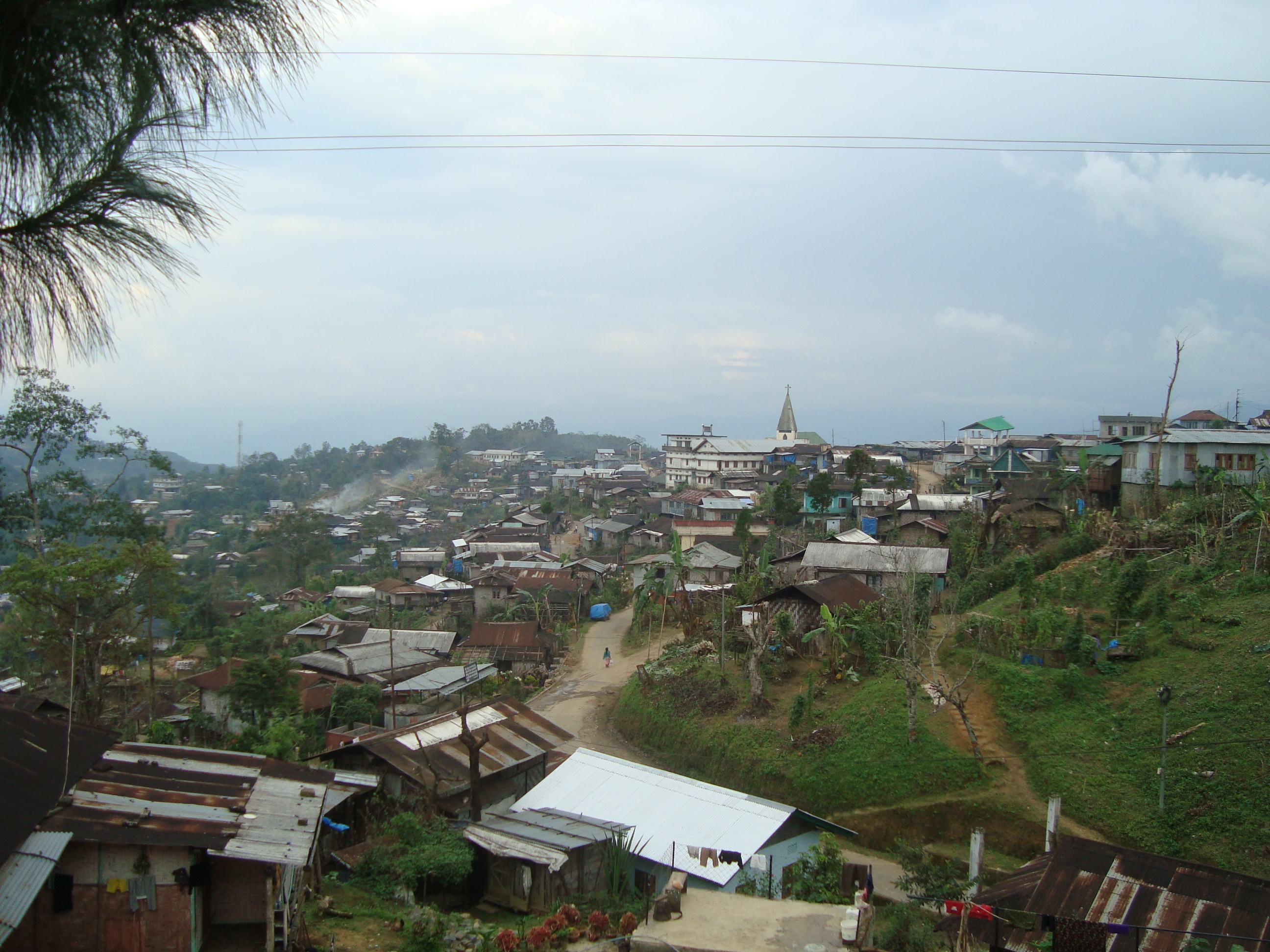
Die Distrikthauptstadt Mokokchung

Mokokchung ist ein Distrikt im Ostes des nordostindischen Bundesstaates Nagaland.
Die Fläche beträgt 1615 km². Sitz der Verwaltung ist die gleichnamige Stadt Mokokchung.

## Bevölkerung
Nach der Volkszählung 2011 hat der Distrikt Mokokchung 194.622 Einwohner. Bei 121 Einwohnern pro Quadratkilometer ist der Distrikt dicht besiedelt. Der Distrikt ist ländlich geprägt. Von den 194.622 Bewohnern wohnen 138.897 Personen (71,37 %) auf dem Land und 55.725 Menschen in städtischen Gemeinden.
Der Distrikt Mokokchung gehört zu den Gebieten Indiens, die fast gänzlich von Angehörigen der „Stammesbevölkerung“ (scheduled tribes) besiedelt sind. Zu ihnen gehörten (2011) 178.431 Personen (91,68 Prozent der Distriktsbevölkerung). Es gibt keinen einzigen Dalit (scheduled castes) im Distrikt.
Die Bevölkerung besteht fast ganz aus Leuten, die im Distrikt geboren wurden. Von den Bewohnern sind 178.743 Personen (91,84 Prozent der Bewohner) im Distrikt geboren. Insgesamt 7.938 Personen wurden in anderen indischen Bundesstaaten geboren (darunter 4.137 Personen in Assam, 1.821 Personen in Bihar und 349 Personen in Uttar Pradesh). Von den 618 im Ausland geborenen Personen sind 572 aus Nepal.

### Bevölkerungsentwicklung
Wie überall in Indien wuchs die Einwohnerzahl im Distrikt Mokokchung über Jahrzehnte stark an. Zwischen 2001 und 2011 kam es allerdings zu einer Abnahme von rund 16 Prozent (16,14 %). In diesen zehn Jahren sank die Bevölkerungszahl um über 37.000 Menschen. Die Entwicklung verdeutlicht folgende Tabelle:

### Bedeutende Orte
Im Distrikt gibt es mit dem Distrikthauptort Mokokchung nur einen einzigen Ort mit mehr als 10000 Einwohnern. Tuli, Changtongya und Tsudikong (auch 13th Mile Tuli Paper Mill genannt) sind Orte, die ebenfalls als Städte (notified towns) gelten.

### Bevölkerung des Distrikts nach Geschlecht
Der Distrikt hatte – für Indien üblich – stets mehr männliche als weibliche Einwohner. Bei den jüngsten Bewohnern (unter 7 Jahren) liegen die Anteile bei 51,30 % männlichen zu 48,70 % weiblichen Geschlechts.
| Verteilung der Bevölkerung nach Geschlecht im Distrikt Mokokchung |                   |                   |                   |                   |                   |                   |                   |                   |                   |                   |                   |                   |
|                                                                   | Volkszählung 1961 | Volkszählung 1961 | Volkszählung 1971 | Volkszählung 1971 | Volkszählung 1981 | Volkszählung 1981 | Volkszählung 1991 | Volkszählung 1991 | Volkszählung 2001 | Volkszählung 2001 | Volkszählung 2011 | Volkszählung 2011 |
| Anzahl                                                            | Anteil            | Anzahl            | Anteil            | Anzahl            | Anteil            | Anzahl            | Anteil            | Anzahl            | Anteil            | Anzahl            | Anteil            |                   |
| GESAMT                                                            | 58.352            | 100 %             | 82.562            | 100 %             | 103.925           | 100 %             | 158.374           | 100 %             | 232.085           | 100 %             | 194.622           | 100 %             |
| Männer                                                            | 29.555            | 50,65 %           | 45.006            | 54,51 %           | 54.512            | 52,45 %           | 82.823            | 52,30 %           | 120.929           | 52,11 %           | 101.092           | 51,94 %           |
| Frauen                                                            | 28.797            | 49,35 %           | 37.556            | 45,49 %           | 49.413            | 47,55 %           | 75.551            | 47,70 %           | 111.156           | 47,89 %           | 93.530            | 48,06 %           |

### Bevölkerung des Distrikts nach Sprachen
Die Bevölkerung des Distrikts Mokokchung ist sprachlich gemischt. Die drei eng verwandten Nagasprachen Chungli, Ao und Mongsen vereinen fast 87 % der Distriktsbevölkerung. Im Circle Longchem dominieren Mongsen (65,40 Prozent der Bevölkerung) und Chungli (29,81 Prozent der Bevölkerung). Im Circle Alongkima dominieren Ao (78,82 Prozent der Bevölkerung) und Mongsen (19,06 Prozent der Bevölkerung). Im Circle Tuli sprechen 82,47 Prozent der Bevölkerung Ao. Im Circle Changtongya spricht die Bevölkerung meist Chungli (74,18 Prozent der Bevölkerung) oder Ao (17,96 Prozent der Bevölkerung). Im Circle Chuchuyimlang sind die beiden Hauptsprachen Chungli (82,75 Prozent der Bevölkerung) und Chang (12,24 Prozent der Bevölkerung). Im Circle Kubolong dominieren Mongsen (54,86 Prozent der Bevölkerung) und Chungli (41,89 Prozent der Bevölkerung). Im Circle Mangkolemba spricht die Bevölkerung meist Chungli (51,04 Prozent der Bevölkerung) oder Ao (22,97 Prozent der Bevölkerung). Die Bevölkerung im Circle Merangmen ist sprachlich sehr zersplittert. Neben den Hauptsprachen Mongsen (29,19 Prozent der Bevölkerung), Chungli (21,03 Prozent der Bevölkerung) und Ao (11,60 Prozent der Bevölkerung) gibt es bedeutende sprachliche Minderheiten von Zuwanderungsgruppen (Assami, Bengali und Nepali). Im Circle Ongpangkong ist dies ebenso. Hauptsprachen sind Chungli (36,69 Prozent der Bevölkerung), Mongsen (27,14 Prozent der Bevölkerung) und Ao (21,07 Prozent der Bevölkerung). Daneben gibt es bedeutende sprachliche Minderheiten von Zuwanderungsgruppen (Nepali, Hindi, Assami und Bengali). Die am weitesten verbreiteten Sprachen zeigt die folgende Tabelle:
| Jahr                                   | Chungli | Chungli | Ao     | Ao    | Mongsen | Mongsen | Nepali | Nepali | Chang | Chang | Hindi | Hindi | Assami | Assami | Bengali | Bengali | Phom  | Phom | Konyak | Konyak | Gesamt  | Gesamt   |
| Jahr                                   | Zahl    | %       | Zahl   | %     | Zahl    | %       | Zahl   | %      | Zahl  | %     | Zahl  | %     | Zahl   | %      | Zahl    | %       | Zahl  | %    | Zahl   | %      | Zahl    | %        |
| -------------------------------------- | ------- | ------- | ------ | ----- | ------- | ------- | ------ | ------ | ----- | ----- | ----- | ----- | ------ | ------ | ------- | ------- | ----- | ---- | ------ | ------ | ------- | -------- |
| 2011                                   | 68.397  | 35,14   | 53.352 | 27,41 | 46.491  | 23,89   | 3.307  | 1,70   | 2.777 | 1,43  | 2.285 | 1,17  | 2.252  | 1,16   | 2.090   | 1,07    | 1.763 | 0,91 | 1.117  | 0,57   | 194.622 | 100,00 % |
| Quelle: Ergebnis der Volkszählung 2011 |         |         |        |       |         |         |        |        |       |       |       |       |        |        |         |         |       |      |        |        |         |          |

### Bevölkerung des Distrikts nach Bekenntnissen
Die tibetoburmanischen Bewohner sind in den letzten 100 Jahren fast gänzlich zum Christentum übergetreten. Die bedeutendsten Gemeinschaften innerhalb des Christentums sind die Baptisten, Presbyterianer (Reformierte) und Katholiken. Die Hindus und Muslime bilden religiöse Minderheiten und sind hauptsächlich Zugewanderte aus anderen Regionen Indiens. Die genaue religiöse Zusammensetzung der Bevölkerung zeigt folgende Tabelle:
| Jahr                                   | Buddhisten | Buddhisten | Christen | Christen | Hindus | Hindus | Jainas | Jainas | Muslime | Muslime | Sikhs | Sikhs | Andere | Andere | keine Angaben | keine Angaben | Gesamt  | Gesamt   |
| Jahr                                   | Zahl       | %          | Zahl     | %        | Zahl   | %      | Zahl   | %      | Zahl    | %       | Zahl  | %     | Zahl   | %      | Zahl          | %             | Zahl    | %        |
| -------------------------------------- | ---------- | ---------- | -------- | -------- | ------ | ------ | ------ | ------ | ------- | ------- | ----- | ----- | ------ | ------ | ------------- | ------------- | ------- | -------- |
| 2011                                   | 442        | 0,23       | 181.847  | 93,44    | 9.840  | 5,06   | 66     | 0,03   | 2.057   | 1,06    | 78    | 0,04  | 6      | 0,00   | 286           | 0,15          | 194.622 | 100,00 % |
| Quelle: Ergebnis der Volkszählung 2011 |            |            |          |          |        |        |        |        |         |         |       |       |        |        |               |               |         |          |

## Bildung
Dank bedeutender Anstrengungen ist die Alphabetisierung in den letzten Jahrzehnten stark gestiegen. Im städtischen Bereich können fast alle Personen lesen und schreiben. Auf dem Land können fast 91 Prozent lesen und schreiben. Dies sind für Indien enorm hohe Werte. Sehr untypisch für indische Verhältnisse sind die zudem die nur schwachen Unterschiede zwischen den Geschlechtern und der Stadt-/Landbevölkerung.
| Alphabetisierung im Distrikt Mokokchung |                   |                   |
| Einheit                                 | Volkszählung 2011 | Volkszählung 2011 |
| Einheit                                 | Anzahl            | Anteil            |
| GESAMT                                  | 159.494           | 91,62 %           |
| Männer                                  | 83.479            | 92,18 %           |
| Frauen                                  | 76.015            | 91,01 %           |
| STADT GESAMT                            | 46.883            | 93,59 %           |
| Stadt-Männer                            | 25.172            | 93,81 %           |
| Stadt-Frauen                            | 21.711            | 93,33 %           |
| LAND GESAMT                             | 112.611           | 90,82 %           |
| Land-Männer                             | 58.307            | 91,50 %           |
| Land-Frauen                             | 54.304            | 90,11 %           |
| Quelle: Ergebnis der Volkszählung 2011  |                   |                   |

## Wirtschaft
Die Landwirtschaft ist die dominante Wirtschaftsform. Zu den wichtigsten angebauten Kulturen gehören Reis, Mais und Hirse.

## Verwaltungsgliederung
Der Distrikt war bei der letzten Volkszählung 2011 in 9 Circles (Kreise) aufgeteilt.
| Bevölkerung in den Circles |           |           |             |             |               |               |          |          |          |          |             |             |           |           |             |             |        |         |
|                            | Alongkima | Alongkima | Changtongya | Changtongya | Chuchuyimlang | Chuchuyimlang | Kubolong | Kubolong | Longchem | Longchem | Mangkolemba | Mangkolemba | Merangmen | Merangmen | Ongpangkong | Ongpangkong | Tuli   | Tuli    |
| Anzahl                     | Anteil    | Anzahl    | Anteil      | Anzahl      | Anteil        | Anzahl        | Anteil   | Anzahl   | Anteil   | Anzahl   | Anteil      | Anzahl      | Anteil    | Anzahl    | Anteil      | Anzahl      | Anteil |         |
| GESAMT                     | 11.947    | 100 %     | 17.372      | 100 %       | 17.832        | 100 %         | 12.679   | 100 %    | 8.617    | 100 %    | 12.957      | 100 %       | 6.044     | 100 %     | 83.797      | 100 %       | 23.377 | 100 %   |
| Männer                     | 5.972     | 49,99 %   | 9.064       | 52,18 %     | 9.192         | 51,55 %       | 6.560    | 51,74 %  | 4.363    | 50,63 %  | 6.542       | 50,49 %     | 3.267     | 54,05 %   | 43.452      | 51,85 %     | 12.680 | 54,24 % |
| Frauen                     | 5.975     | 50,01 %   | 8.308       | 47,82 %     | 8.640         | 48,45 %       | 6.119    | 48,26 %  | 4.254    | 49,37 %  | 6.415       | 49,51 %     | 2.777     | 45,95 %   | 40.345      | 48,15 %     | 10.697 | 45,76 % |
| Stadt                      | 0         | 0 %       | 7.532       | 43,36 %     | 0             | 0 %           | 0        | 0 %      | 0        | 0 %      | 0           | 0 %         | 0         | 0 %       | 35.913      | 42,86 %     | 12.280 | 52,53 % |
| Land                       | 11.947    | 100 %     | 9.840       | 56,64 %     | 17.832        | 100 %         | 12.679   | 100 %    | 8.617    | 100 %    | 12.957      | 100 %       | 6.044     | 100 %     | 47.884      | 57,14 %     | 11.097 | 47,47 % |